# پیر نیانکا
پیر نیانکا (انگلیسی: Pierre Njanka؛ زادهٔ ۱۵ مارس ۱۹۷۵) یک بازیکن فوتبال اهل کامرون است.
از باشگاه‌هایی که در آن بازی کرده‌است می‌توان به استراسبورگ و الوحده اشاره کرد.
وی همچنین در تیم ملی فوتبال کامرون بازی کرده و در ترکیب بازیکنان این تیم در جام‌های جهانی ۱۹۹۸ و ۲۰۰۲ حضور داشته است.